# Гайовий-Грисюк Іван Андрійович
Гайовий-Грисюк Іван Андрійович (1895, Дорогинка — 9 лютого 1923, Київ) — український військовий діяч часів Радянсько-української війни, організатор антибільшовицького повстанського руху на Київщині.

## Життєпис
Іван Андрійович Грисюк народився у 1895 році в селі Дорогинка Васильківського повіту, Київської губернії в заможній селянській родині.
Воював на фронтах Першої світової війни у складі російської армії. Потрапив у полон до австро-угорців. В Україну повернувся у 1918 році.

Пам'ятник Івану Гайовому в Дорогинці

Навесні 1921 року Іван Грисюк почав боротися проти більшовиків на Київщині у 2-му Гайдамацькому запорізькому курені смерті отамана Богатиренка, став помічником отамана. Загін перемістився в Дорогинський ліс. Активних дій не здійснював, що викликало неабияке нарікання козаків і старшин загону. Богатиренко мотивував це небажанням жертвувати козаками. Натомість, Гайовий рвався до рішучих дій і бездіяльність отамана його обурювала. А після відмови Богатиренка зробити спільно з отаманом Гонтою-Унятовським наліт на Фастів, Гайовий арештував отамана, проте тому вдалося втекти, уникнувши розправи.
Згодом Гайовий зібрав окремий загін і діяв самостійно у Київському та Білоцерківському повітах. Восени 1921 року, дізнавшись про вирок колегії Київської губчека у справі членів і учасників Всеукраїнського центрального повстанського комітету (39 чоловік було засуджено до розстрілу), партизани отамана Гайового 7 вересня розібрали колію між станціями Кожанкою та Фастовом, внаслідок чого продмаршрутний поїзд у складі 61 вагона, злетів з рейок. 47 вагонів розбилося, серед уламків було знайдено 27 трупів і 21 пораненого. Протягом 1921—1922 років партизани Гайового ще понад 40 разів нападали на радянські й партійні органи.
Співпрацював із Козачою Радою Правобережної України. Заарештований органами ГПУ на початку жовтня 1922 року разом з іншими повстанцями (Олійником, Куценком та іншими). 28 січня 1923 року Київревтрибунал засудив Івана Грисюка і декілька чоловік з його загону до розстрілу, після чого згодом відбулося ще кілька судів над арештованими козаками повстанської «банди Гайового». Загинув під час повстання отаманів у Лук'янівській в'язниці Києва 9 лютого 1923 року.
Реабілітований 14 грудня 2016 року рішенням Апеляційного суду Київської області.